# شاریال بالا
شاریال بالا (به انگلیسی: Bar Sharyal) یک منطقهٔ مسکونی در پاکستان است که در خیبر پختونخوا واقع شده‌است.